# Тринчи, Коррадо III
Коррадо III Тринчи (Corrado III Trinci) (ум. 14 июня 1441) — итальянский кондотьер, последний сеньор Фолиньо (1421—1439).

## Биография
Сын Уголино Тринчи. После смерти отца стал сеньором Фолиньо вместе с братьями — Никколо и Бартоломео.
В 1421 году кастелян (управляющий) Ночеры Умбра Пьетро ди Разилья заподозрил Никколо Тринчи в любовной связи со своей женой. Он пригласил братьев Тринчи на охоту и убил двоих, но опоздавший Коррадо остался жив. Он с помощью Браччо да Монтоне (друга своего отца) штурмом взял Ночеру, при этом кастелян выбросился из окна башни и погиб. Таким образом Коррадо стал единоличным правителем Фолиньо.
Он несколько раз воевал с папой Мартином V и его кондотьером Франческо Сфорца, в результате потерял Монтефалько, Ночеру и Треви (который получил от папы в 1421 году во временное владение).
Сменивший Мартина V Евгений IV сначала подтвердил за Коррадо III титул папского викария и признал его власть над городом Монтефалько (помимо других владений). Но в 1439 году в результате многочисленных жалоб жителей Фолиньо папа послал против него войско во главе с кардиналом Джованни Мария Вителлески. После нескольких недель осады горожане тайком открыли ворота.
Коррадо III пытался бежать, но был схвачен. Он содержался в Сполето, затем в замке Сориано, где 14 июня 1441 года был задушен вместе с сыновьями Уголино и Никколо. Фолиньо перешёл во владение папы.